# 조나스 줄츠바흐
조나스 페르난두 줄츠바흐(포르투갈어: Jonas Fernando Sulzbach, 1986년 2월 7일 ~ )는 브라질의 남자 모델이다. 2010년 미스터 브라질 세계 대회에서 우승하였다. 《빅 브라더 브라질 11》에도 참가하여 3위를 하였다.

## 내력
줄츠바흐는 라제이두에서 태어났다. 2004년 17세의 나이로 상파울루에서 경력을 시작했으며, 처음에는 바텐더로 일했다. 이 후 모델일을 시작하였다.